# Bukovina (district de Liptovský Mikuláš)
Pour les articles homonymes, voir Bukovina.
```

```

Bukovina (hongrois : Bukovina) est un village de Slovaquie situé dans la région de Žilina.

## Histoire
La première mention écrite du village date de 1297.

## Démographie

### Évolution de la population
| Année:               | 1994. | 2004.    | 2014.    | 2024.   |
| -------------------- | ----- | -------- | -------- | ------- |
| Nombre de personnes: | 147   | 129      | 107      | 113     |
| Différence:          |       | -12,24 % | -17,05 % | +5,60 % |

| Année:               | 2023. | 2024.   |
| -------------------- | ----- | ------- |
| Nombre de personnes: | 112   | 113     |
| Différence:          |       | +0,89 % |